# Prix finlandais de la science
Le prix finlandais de la science (finnois : Suomen tiedepalkinto) est un prix biennal des sciences créé en 1997 en Finlande.

## Présentation
Le prix est décerné par le Ministère de l'éducation et de la culture sur proposition du Conseil de l'Académie de Finlande . 
En 2015, le prix s'élevait à 85 000 €.
En 2017 et 2019, le montant du prix était de 100 000 €.

## Lauréats
- 1997 – Risto Näätänen, neuroscientifique[4]

- 1999 – Kari Kivirikko,  Taina Pihlajaniemi, Leena Ala-Kokko, groupe de recherche sur les collagènes de Université d'Oulu[5]
- 2001 – Lea Pulkkinen, professeur de psychologie[5]
- 2003 – Markku Kulmala, professeur de physique des aérosols et de l'environnement[5]

- 2005 – Bjarne Holmbom, professeur de chimie du bois et du papier[6]

- 2007 – Ilkka Hanski, écologiste[7]

- 2009 – Riitta Hari, neuroscientifique[8]

- 2011 – Simo Knuuttila, philosophe des religions[9]

- 2013 – Kari Alitalo, Docteur en médecine et chirurgie[10]
- 2015 – Markku Laakso, médecin et professeur[2]
- 2017 – Christina Salmivalli, Professeur de psychologie de l'université de Turku[3]
- 2019 – Heli Jantunen, professeur et chef de l'unité de recherche en microélectronique à l'Université d'Oulu[1]